# Black Carr
Black Carr – osada w Anglii, w hrabstwie Norfolk. Leży 19 km na południowy zachód od Norwich i 140 km na północny wschód od Londynu.